# Xipholena lamellipennis
A Xipholena lamellipennis a madarak (Aves) osztályának verébalakúak (Passeriformes) rendjébe, ezen belül a kotingafélék (Cotingidae) családjába tartozó faj.

## Rendszerezése
A fajt Frédéric de Lafresnaye francia ornitológus írta le 1839-ben, az Ampelis nembe Ampelis lamellipennis néven.

## Előfordulása
Brazília területén, az Amazonas-medencében honos. Természetes élőhelyei a szubtrópusi vagy trópusi síkvidéki esőerdők. Állandó, nem vonuló faj.

## Megjelenése
Testhossza 19-20 centiméter.

## Életmódja
Kevés róla az információ, valószínűleg gyümölcsökkel táplálkozik.

## Természetvédelmi helyzete
Az elterjedési területe elég nagy, de az erdő irtások miatt jelentősen csökken, egyedszáma ugyan még stabil, de az is csökkenhet. A Természetvédelmi Világszövetség Vörös listáján mérsékelten fenyegetett fajként szerepel.